# Chirixalus punctatus
Chirixalus punctatus là một loài ếch trong họ Rhacophoridae. Chúng là loài đặc hữu của Myanmar.

Các môi trường sống tự nhiên của chúng là: đầm nước ngọt; đầm nước ngọt có nước theo mùa; vườn nông thôn; và các khu rừng trước đây bị suy thoái nặng nề.